# The Beatles Ballads
The Beatles Ballads (englisch Balladen der Beatles) ist das sechste Kompilationsalbum von der britischen Gruppe The Beatles nach deren Trennung, das bisher veröffentlichte Aufnahmen beinhaltet. Das Album erschien am 13. Oktober 1980 in Großbritannien, am 20. Oktober 1980 in Deutschland. In den USA wurde das Album nicht veröffentlicht.

## Entstehung
Der Schallplattenvertrag zwischen EMI und den Beatles lief am 6. Februar 1976 aus, sodass die EMI ab diesem Zeitpunkt berechtigt war, Kompilationsalben ohne Einholung der Zustimmungen der Beatles zu veröffentlichen. Als erstes erschien im Jahr 1976 das Doppelalbum Rock ’n’ Roll Music, das im weiteren Sinne rockige Lieder der Beatles umfasst. 1977 folgte Love Songs, das Liebeslieder der Beatles beinhaltet. Drei Jahre später wurde mit dem Album The Beatles Ballads ein weiteres Themenalbum veröffentlicht. Es ähnelte dem Album Love Songs, so beinhaltet es folgende zehn Lieder, die auch auf Love Songs enthalten sind:
- Yesterday
- Here, There and Everywhere
- Something
- And I Love Her
- Michelle
- For No One
- She’s Leaving Home
- The Long and Winding Road
- Norwegian Wood (This Bird Has Flown)
- You’ve Got to Hide Your Love Away

Erstmals wurde ein Beatles-Album mit 20 Liedern veröffentlicht, das fast eine Stunde Musik beinhaltet. Bei Michelle und Norwegian Wood (gleiche Abmischung wie bei der britischen Ausgabe von Love Songs) wurde der Gesang durch die Abmischung mehr mittig gesetzt. Wer diese Abmischungen vorgenommen hat, ist nicht dokumentiert.
Das Album  The Beatles Ballads wurde kaum von Parlophone in Großbritannien beworben und stieg erst nach dem Tod von John Lennon in die Charts ein und erreichte Platz 17, in Deutschland konnte sich das Album nicht in den Charts platzieren. The Beatles Ballads war allerdings in Australien (Platz 1) und Neuseeland (Platz 2) kommerziell erfolgreich. The Beatles Ballads wurde von Capitol Records nicht in den USA, aber in Kanada veröffentlicht.
In Südkorea wurde das Lied Norwegian Wood durch Girl ersetzt.
In den Niederlanden wurde das Album The Beatles Ballads unter dem Titel De Mooiste Songs mit einer abweichenden Covergestaltung veröffentlicht.

## Wiederveröffentlichung
Das Album The Beatles Ballads wurde bisher legal nicht auf CD veröffentlicht.

## Covergestaltung
Das Design des Covers stammt von Peter Sheperd und der Firma Shoot That Tiger! Das Bild des Vorderseitencovers wurde von John Patrick Byrne gemalt und wurde erstmals im Buch The Beatles Illustrated Lyrics von Alan Aldridge veröffentlicht. Das Foto des Rückseitencovers stammt von Stephen Goldblate.

## Titelliste
| Nummer | Lied                                 | Autor            | Leadgesang | Länge | Erstveröffentlichung                                                  |
| ------ | ------------------------------------ | ---------------- | ---------- | ----- | --------------------------------------------------------------------- |
| 01     | Yesterday                            | Lennon/McCartney | McCartney  | 2:03  | vom Album Help!                                                       |
| 02     | Norwegian Wood (This Bird Has Flown) | Lennon/McCartney | Lennon     | 2:01  | vom Album Rubber Soul                                                 |
| 03     | Do You Want to Know a Secret         | Lennon/McCartney | Harrison   | 1:56  | vom Album Please Please Me                                            |
| 04     | For No One                           | Lennon/McCartney | McCartney  | 1:58  | vom Album Revolver                                                    |
| 05     | Michelle                             | Lennon/McCartney | McCartney  | 2:40  | vom Album Rubber Soul                                                 |
| 06     | Nowhere Man                          | Lennon/McCartney | Lennon     | 2:40  | vom Album Rubber Soul                                                 |
| 07     | You’ve Got to Hide Your Love Away    | Lennon/McCartney | McCartney  | 2:07  | vom Album Help!                                                       |
| 08     | Across the Universe                  | Lennon/McCartney | Lennon     | 3:45  | vom Album No One’s Gonna Change Our World (Benefiz-Kompilationsalbum) |
| 09     | All My Loving                        | Lennon/McCartney | McCartney  | 2:06  | vom Album With the Beatles                                            |
| 10     | Hey Jude                             | Lennon/McCartney | McCartney  | 7:07  | Single-A-Seite                                                        |

| Nummer | Lied                       | Autor            | Leadgesang | Länge | Erstveröffentlichung                            |
| ------ | -------------------------- | ---------------- | ---------- | ----- | ----------------------------------------------- |
| 01     | Something                  | Harrison         | Harrison   | 2:59  | vom Album Abbey Road                            |
| 02     | The Fool on the Hill       | Lennon/McCartney | McCartney  | 2:57  | von der EP Magical Mystery Tour                 |
| 03     | Till There Was You         | Meredith Willson | McCartney  | 2:14  | vom Album With the Beatles                      |
| 04     | The Long and Winding Road  | Lennon/McCartney | McCartney  | 3:37  | vom Album Let It Be                             |
| 05     | Here Comes the Sun         | Harrison         | Harrison   | 3:04  | vom Album Abbey Road                            |
| 06     | Blackbird                  | Lennon/McCartney | McCartney  | 2:18  | vom Album The Beatles                           |
| 07     | And I Love Her             | Lennon/McCartney | McCartney  | 2:28  | vom Album A Hard Day’s Night                    |
| 08     | She’s Leaving Home         | Lennon/McCartney | McCartney  | 3:33  | vom Album Sgt. Pepper’s Lonely Hearts Club Band |
| 09     | Here, There and Everywhere | Lennon/McCartney | McCartney  | 2:22  | vom Album Revolver                              |
| 10     | Let It Be                  | Lennon/McCartney | McCartney  | 3:49  | Single-A-Seite (Singleversion)                  |

## Auskopplungen
Aus dem Album The Beatles Ballads wurde keine Single ausgekoppelt.

## Kommerzieller Erfolg

### Chartplatzierungen
| ChartsChartplatzierungen       | Höchstplatzierung | Wochen |
| ------------------------------ | ----------------- | ------ |
| Vereinigte Staaten (Billboard) | 17 (16 Wo.)       | 16     |

### Auszeichnungen für Musikverkäufe
| Land/Region                  | Auszeichnungen für Musikverkäufe (Land/Region, Auszeichnung, Verkäufe) | Verkäufe |
| ---------------------------- | ---------------------------------------------------------------------- | -------- |
| Hongkong (IFPI/HKRIA)        | Gold                                                                   | 10.000   |
| Kanada (MC)                  | Gold                                                                   | 50.000   |
| Neuseeland (RMNZ)            | Platin                                                                 | 15.000   |
| Vereinigtes Königreich (BPI) | Gold                                                                   | 100.000  |
| Insgesamt                    | 3× Gold · 1× Platin ·                                                  | 175.000  |

Hauptartikel: The Beatles/Auszeichnungen für Musikverkäufe